# El club de les primeres esposes
El club de les primeres esposes (títol original: The First Wives Club) és una pel·lícula estatunidenca dirigida per Hugh Wilson, estrenada el 1996. El guió, escrit per Robert Harling, és l'adaptació de la novel·la homònima d'Olivia Goldsmith. Ha estat doblada al català

## Argument
En els seus estudis al Middlebury College durant els anys 1960, Elise Elliot, Brenda Cushman, Annie Paradis i Cynthia Swann Griffin es fan amigues, però els atzars de la vida, el matrimoni i els fills les han mantingut allunyades les unes de les altres.
Decennis més tard, consecutivament al divorci del seu marit que l'ha abandonat per a una dona més jove, Cynthia se suïcida i les tres altres amigues es troben en les seves exèquies. Es descobreixen llavors punts comuns, ja que, a semblança de Cynthia, han estat abandonades pels seus esposos respectius, que han sucumbit als encants d'una dona més jove, mentre que cadascuna d'elles ha contribuït àmpliament al seu èxit professional, sovint en detriment de les seves pròpies aspiracions.
També, decideixen reaccionar, declaren la guerra als marits i elaboren una venjança, implacable i, tanmateix, no desproveïda d'hilaritat...

## Repartiment
- Bette Midler: Brenda Cushman
- Goldie Hawn: Elise Elliot
- Stephen Collins: Annie Paradis
- Maggie Smith: Gunilla Garson Goldberg
- Dan Hedaya: Morton Cushman
- Sarah Jessica Parker: Shelly Stewart
- Stockard Channing: Cynthia Swann Griffin
- Victor Garber: Bill Atchison
- Elizabeth Berkley: Phoebe LaVelle
- Marcia Gay Harden: Dra. Leslie Rosen
- Bronson Pinchot: Duarto Feliz
- Jennifer Dundas: Chris Paradis
- Eileen Heckart: Catherine MacDuggan
- Philip Bosco: Oncle Carmine Morelli
- Rob Reiner: Dr. Morris Packman
- James Naughton: Gilbert Griffin
- Timothy Olyphant: Brett Artounian
- Kathie Lee Gifford: el seu propi paper
- Glòria Steinem: el seu propi paper

## Nominacions
- Oscar a la millor banda sonora 1997 per Marc Shaiman

## Al voltant de la pel·lícula
- Amb el modest paper del director Brett Artounian, Timothy Olyphant fa el seu debut cinematogràfic.